# Hale Smith
Hale Smith (Cleveland, 29 de junio de 1925 – 24 de noviembre de 2009) fue un compositor, arreglista y pianista estadounidense.

## Biografía
Smith aprendió piano a tierna edad y tocó el melófono en la banda del instituto. Cuando era joven, tocó el piano en clubs de jazz. Cuando tenía 16, conoció a Duke Ellington, que comentaba sus composiciones.
A principios de los 40, fue reclutado y trabajó para el Ejército de los Estados Unidos como arreglista para espectáculos en campamentos en Georgia y Florida. Al licenciarse del ejército, estudió música clásica y composición en el Instituto de Música de Cleveland donde se licenció. Su composición Four Songs ganó el primer premio estudiantil por el BMI. A finales de los 50, se mudó a la ciudad de Nueva York y trabajó como editor en editoriales. Trabajó como pianista de jazz y arreglista  con Eric Dolphy, Dizzy Gillespie, Ahmad Jamal, Melba Liston, Oliver Nelson y Randy Weston y escribió música para televisión, radio y teatro.  Con Chico Hamilton escribió la banda sonora para la película Mr. Ricco (1975). Smith fue profesor de la Universidad Long Island y de la Universidad de Connecticut. Uno de sus alumnos ilustres eran Talib Rasul Hakim.
En 1948, se casó con Juanita Hancock con la que tuvieron una hija llamada Robin y tres hijos (Michael, Eric y Marcel).
Sus composiciones incluyen The Valley Wind (1952), In Memoriam, Beryl Rubinstein (1953), Sonata for Cello and Piano (1955), Contours for Orchestra (1961), Faces of Jazz (1965), Evocation (1966), Ritual and Incantation (1974), Innerflexions (1977), Toussaint L'Ouverture (1979), Solemn Music (1979),  Three Patterson Lyrics (1985) y Dialogues and Commentaries (1991) Escribió música para bandas, coros, orquestas, grupos de jazz, dúos y solos.

## Composiciones
- Orchestral Set (1952)[7]
- Four Songs for Medium Voice (1952)
- The Valley Wind (1952)
- In Memoriam – Beryl Rubinstein (1953)
- Sonata for Violoncello and Piano (1955)
- Two Love Songs of John Donne (1958)
- Feathers (1960)
- Contours for Orchestra (1961)
- Take a Chance: An Aleatoric Episode (1964)
- By Yearning and by Beautiful (1964)
- Evocation (1966)
- Expansions (1967)
- Music for Harp and Chamber Orchestra (1967)
- Trinal Dance (1968)
- I Love Music (c. 1970) – grabado con Betty Carter y Joe Lovano
- Beyond the Rim of Day (1970)
- Anticipations, Introspections and Reflections for Piano Solo (1971)
- Exchanges (1972)
- Somersault: A Twelve Tone Adventure (1974)
- Ritual and Incantation (1974)
- Variations for Six Players (1975)
- Innerflexions (1977)
- Solemn Music (1979)
- Toussaint L'Ouverture, 1803 (1979)
- Meditations in Passage (1982)
- Variations a' Due for saxophone and cello (1984, rev.1995), recorded by Dr. Ira Wiggins and Dr. Timothy Holley
- March and Fanfare for an Elegant Lady (1986)
- Dialogues & Commentaries (1990–91)
- Recitative and Aria (1995)